# 크레스톱스키 스타디움

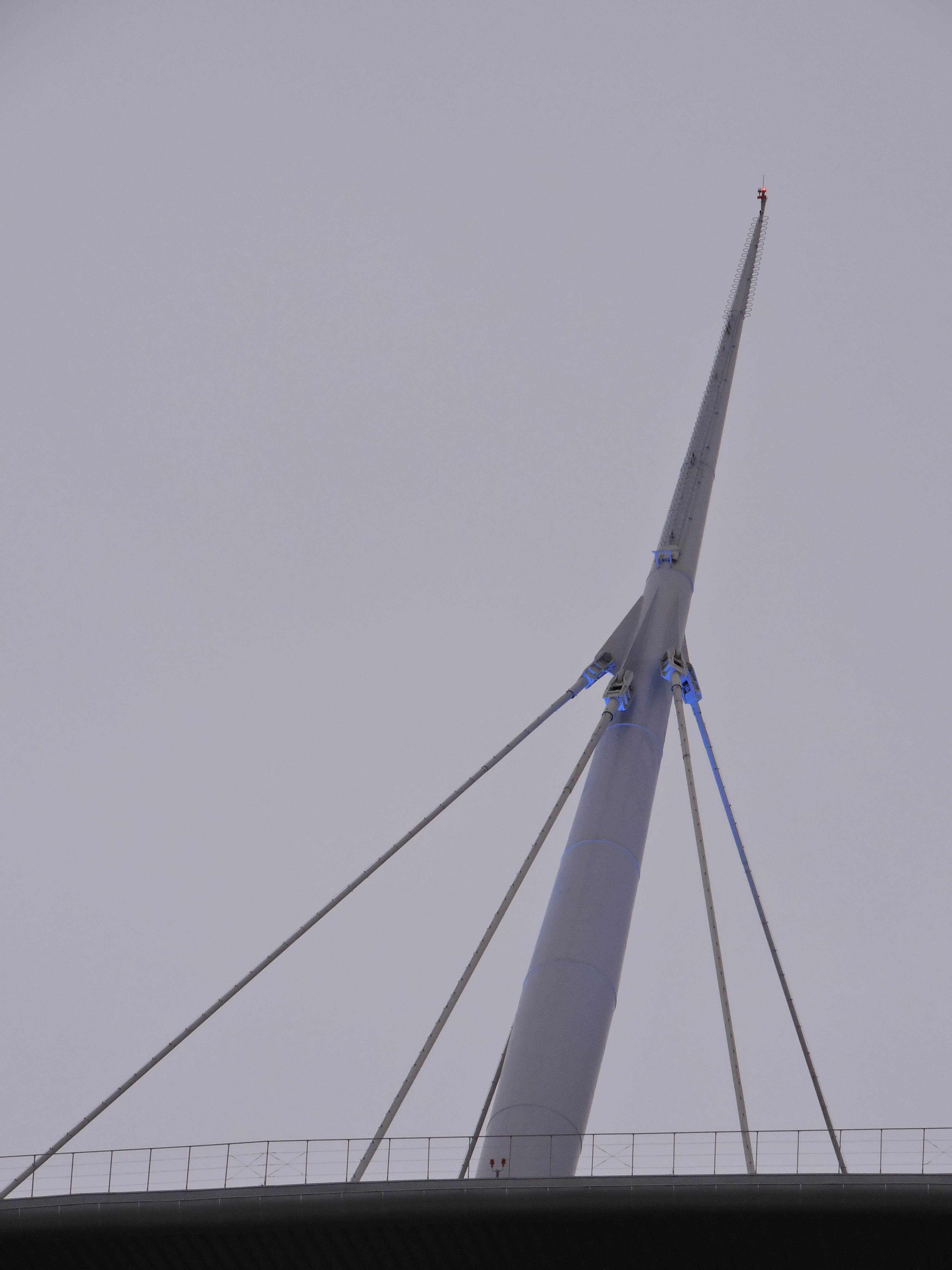
Один из восьми пилонов стадиона, 29 декабря 2016 года

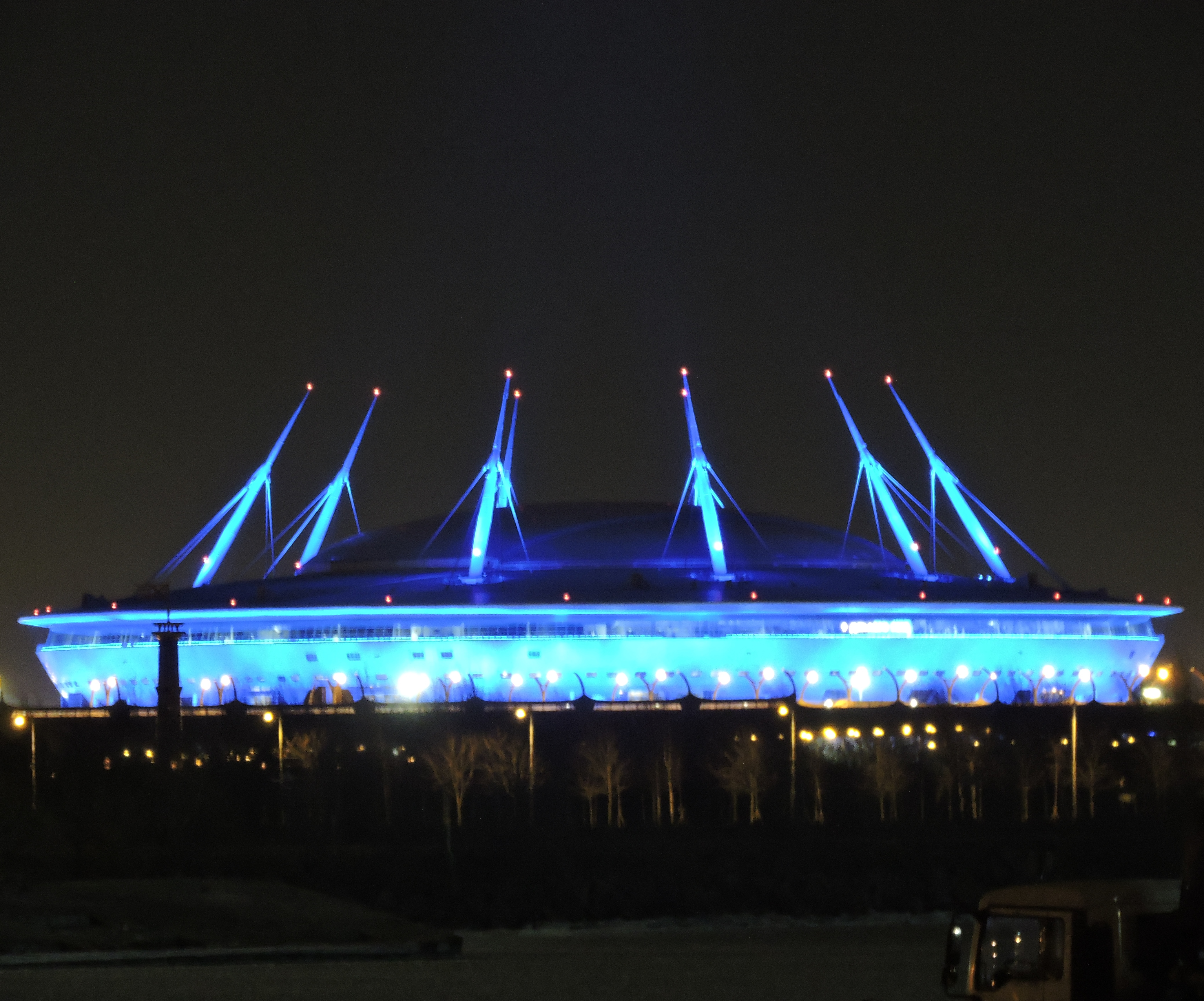
Вечерний вид стадиона

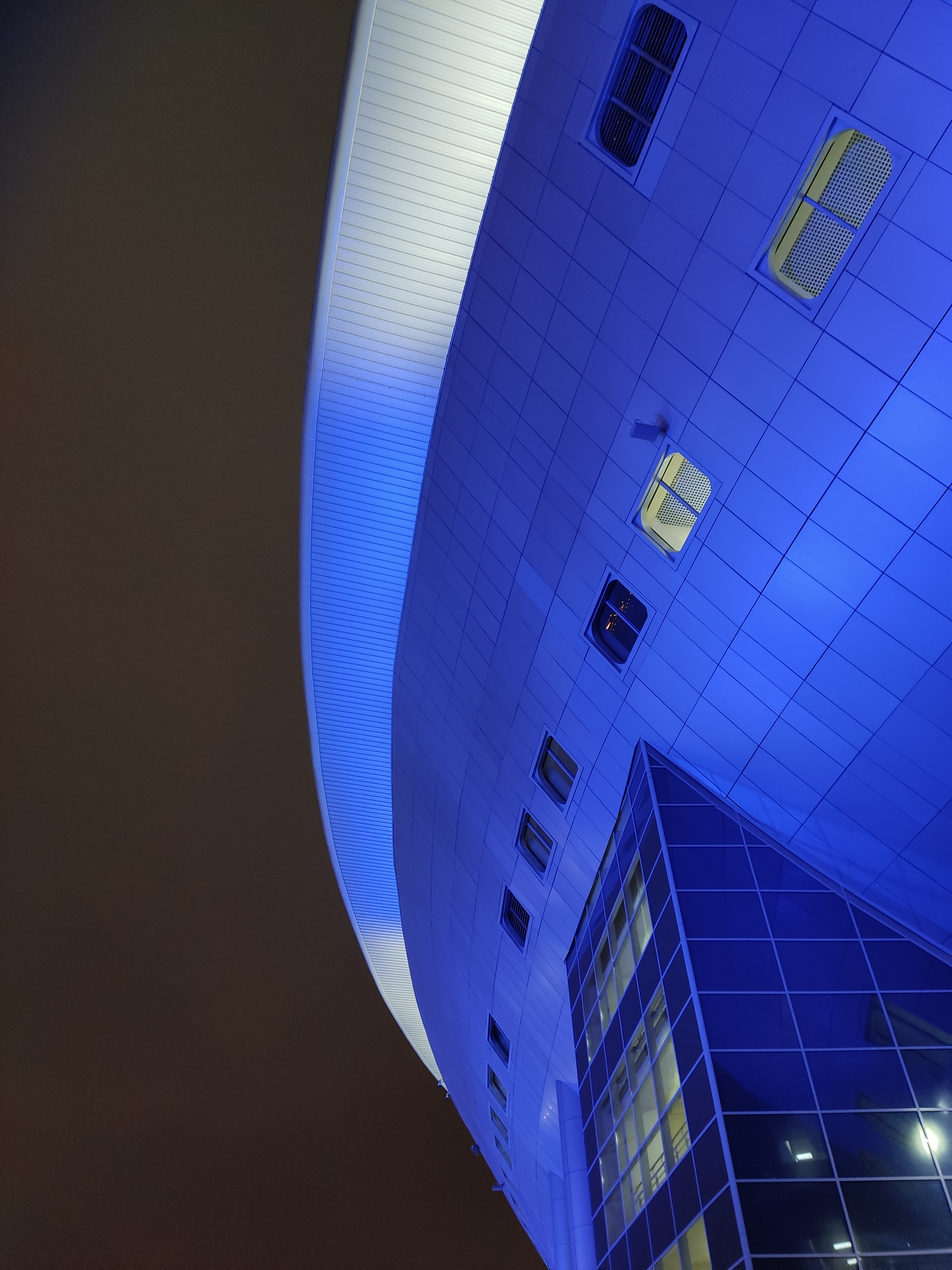

크레스톱스키 스타디움(러시아어: Стадион «Крестовский»)은 러시아 상트페테르부르크에 위치한 경기장이다. 2017년 4월에 개장했으며 FC 제니트 상트페테르부르크의 홈 구장으로 사용되고 있다. 수용 인원은 68,134명이다. 2017년 FIFA 컨페더레이션스컵, 2018년 FIFA 월드컵, UEFA 유로 2020 경기가 열린 경기장 가운데 한 곳이다.
건축 프로젝트는 일본의 건축가인 구로카와 기쇼의 "우주선 프로젝트"(The Spaceship)로 명명되었다. 디자인은 기쇼 구루카와가 디자인한 일본 도요타시에 있는 도요타 스타디움을 수정하고 확대시킨 디자인이다. 경기장의 위치는 과거 키로프 스타디움을 철거한 위치이다.

## 개요
과거 1950~80년대에 제니트의 홈 구장으로 쓰였던 키로프 스타디움이 2006년 마지막 경기를 끝으로 철거되었고, 그 부지에 새로 건설되었다.
제니트는 크레스토프스키 스타디움이 완공되기 전까지 페트로프스키 스타디움을 11년째 사용해 오다가 2017년 초반에 9년간의 공사 끝에 드디어 새 홈구장에 입주했다.
이미 러시아의 월드컵 개최가 확정되기 한참 이전부터 짓고 있었다. 기존의 완공 예정일은 2008년 12월이었고 이후 2009년 3월, 또 다시 2011년 말로 연기되었는데 결국엔 2017년에 와서야 완공된 것을 보면 알 수 있듯이 경기장 건설이 상트페테르부르크 시 재정난 등의 여러 문제와 겹쳐 중단되는 등 우여곡절이 많았다.
2010 남아공 월드컵이나 2014 브라질 월드컵도 경기장 건설 시기와 관련해서 논란이 많았지만 이 경기장의 늦장 공사와 비교하면 아무것도 아니다. 물론 러시아 월드컵이 더 나은 점은 브라질 월드컵은 대회 직전까지도 경기장 공사를 마무리 짓지 못했지만 러시아 월드컵은 그래도 대회 전에 경기장 준비를 철저하게 잘했다는 점이다.
월드컵이 열리기에 앞서, 먼저 2017 FIFA 컨페더레이션스컵의 주경기장으로써 선보이게 되며, 국제 대회에서는 크레스토프스키 스타디움이 아닌 상트페테르부르크 스타디움이라는 명칭으로 불렸다.
상트페테르부르크는 위도상으로 모스크바보다 더 위에 위치해 있기 때문에 혹독한 추위를 고려하여 경기장 상부에는 햇빛이 드나들 수 있게 투명한 유리 지붕이 덮혀 있다. 게다가 이 지붕은 개폐가 가능한 것이 특징이다.
초기에는 월드컵 주경기장으로 이 크레스토프스키 스타디움이 쓰일 예정이었으나, 나중에 상징적인 의미를 고려하여 러시아 축구의 성지인 루즈니키 스타디움을 리모델링해서 주경기장으로 사용하는 것으로 변경되었다. 월드컵 개막전, 결승전 등의 빅 경기는 루즈니키 스타디움에서 열리고 크레스토프키 스타디움은 그에 준하는 4강전, 3·4위전급 경기들을 담당하게 된다.
공연 및 콘서트 등 문화 행사 시에는 80,000명까지 수용 가능하도록 하였다.
2022년에는 UEFA 챔피언스리그 결승전이 열릴 예정이었으나 러시아의 우크라이나 침공으로 개최권을 박탈 당하였다.

## 갤러리

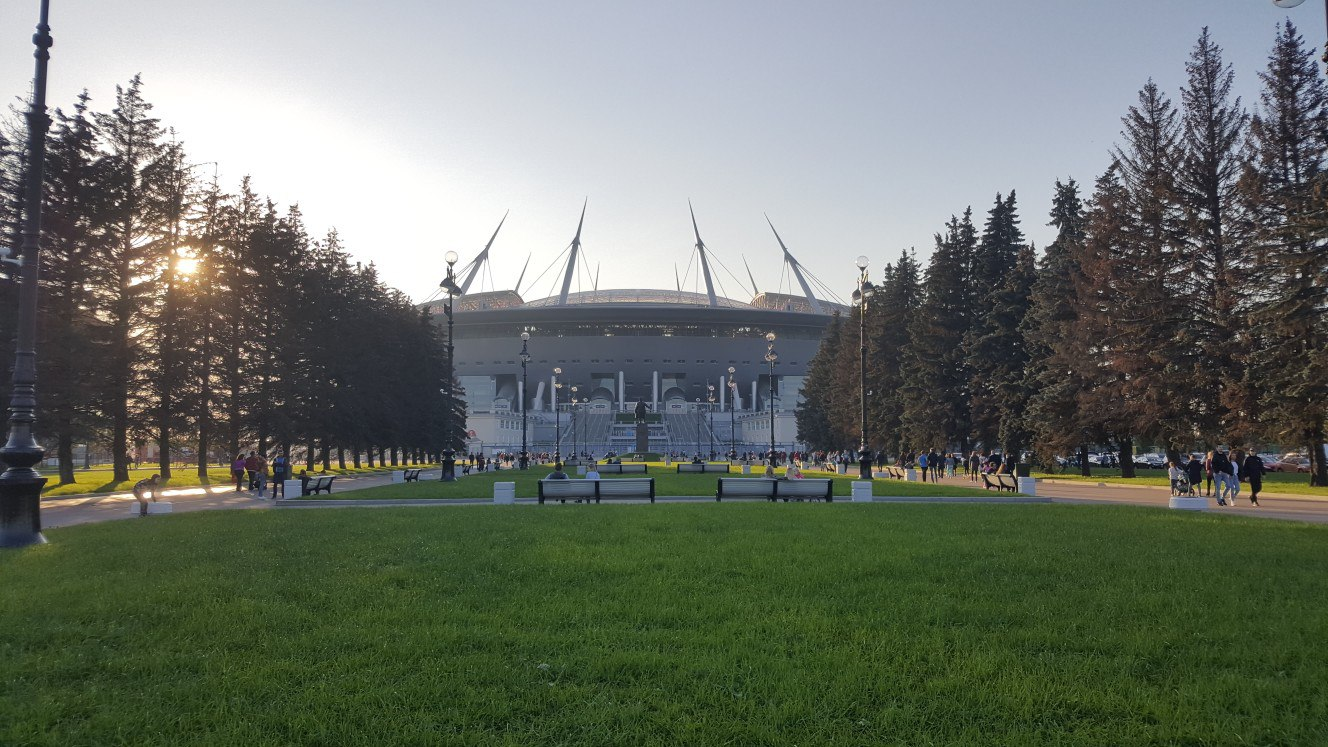
2017년 9월
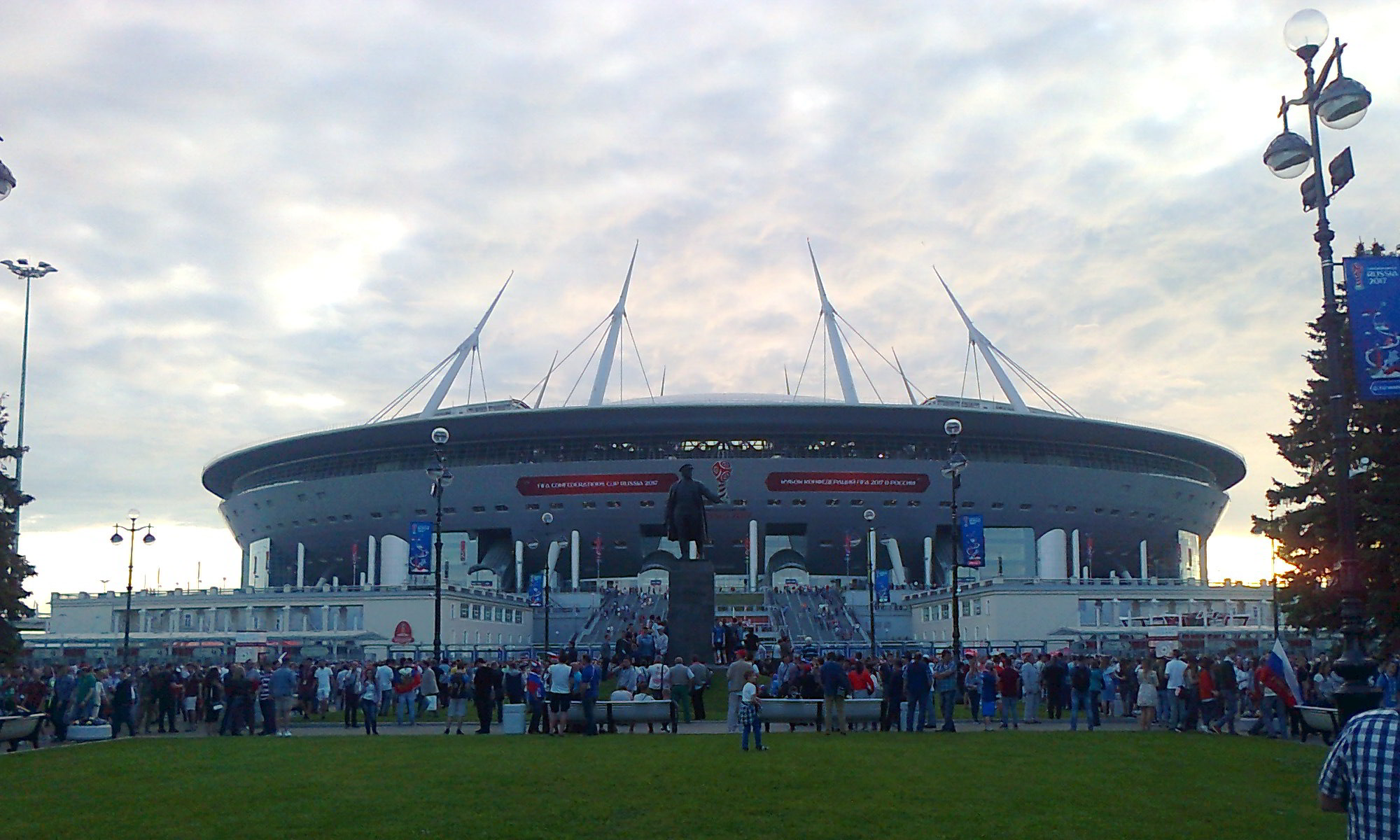
2017년 6월 17일 컨페더레이션스컵
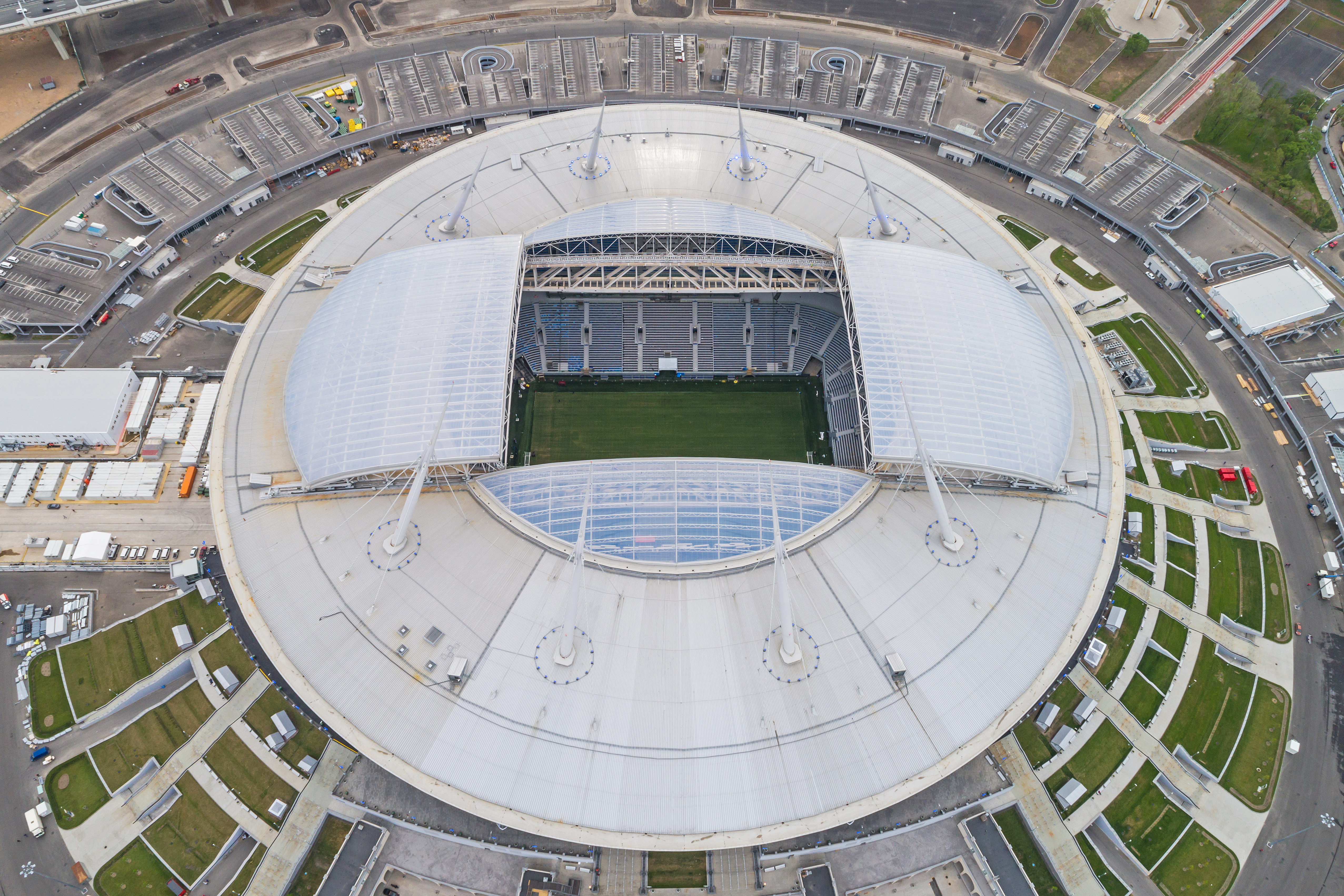
크레스톱스키 스타디움의 항공 사진
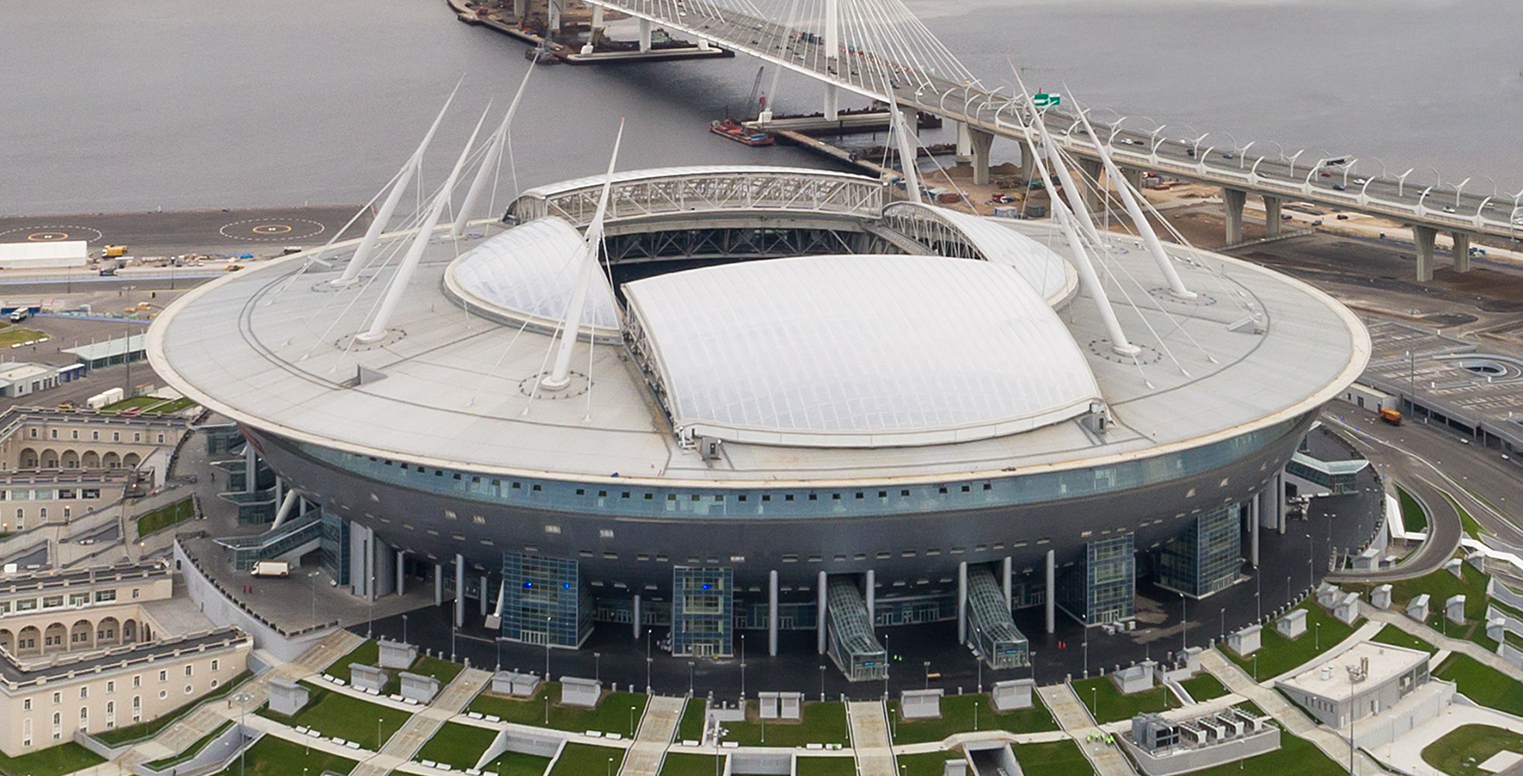
크레스톱스키 스타디움의 항공 사진 2
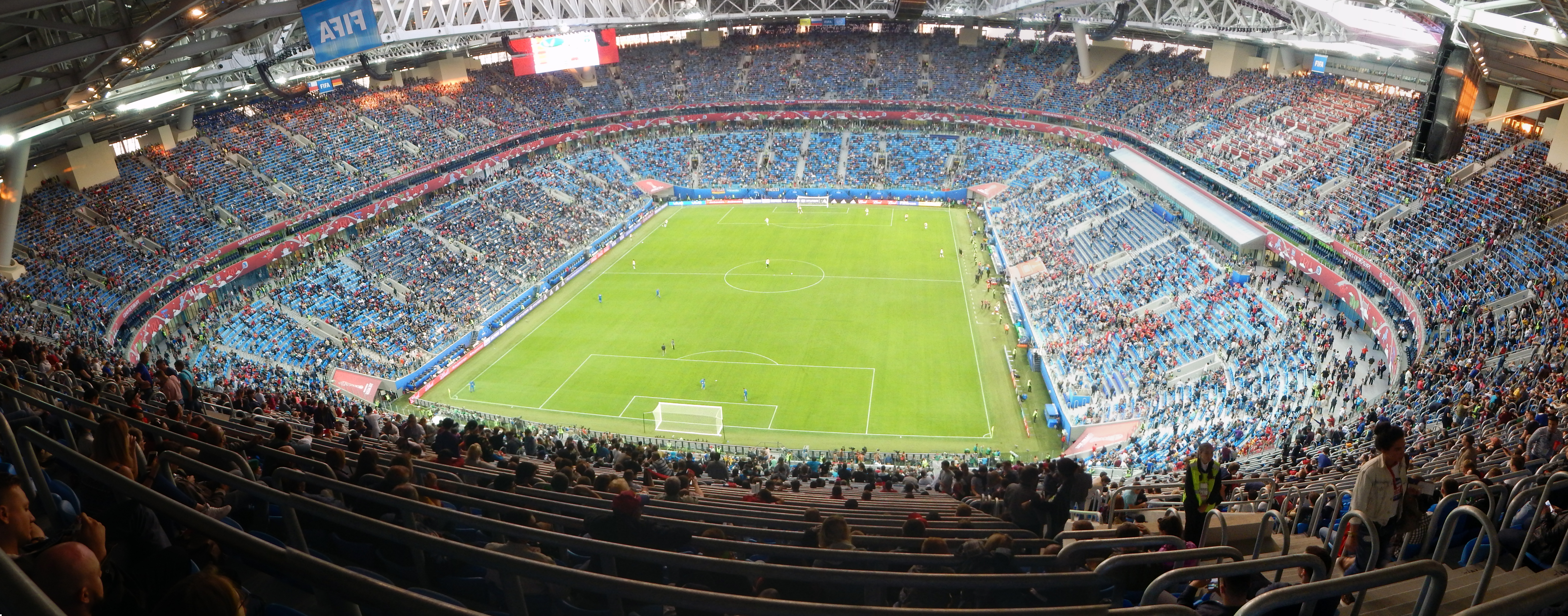
경기장 전경
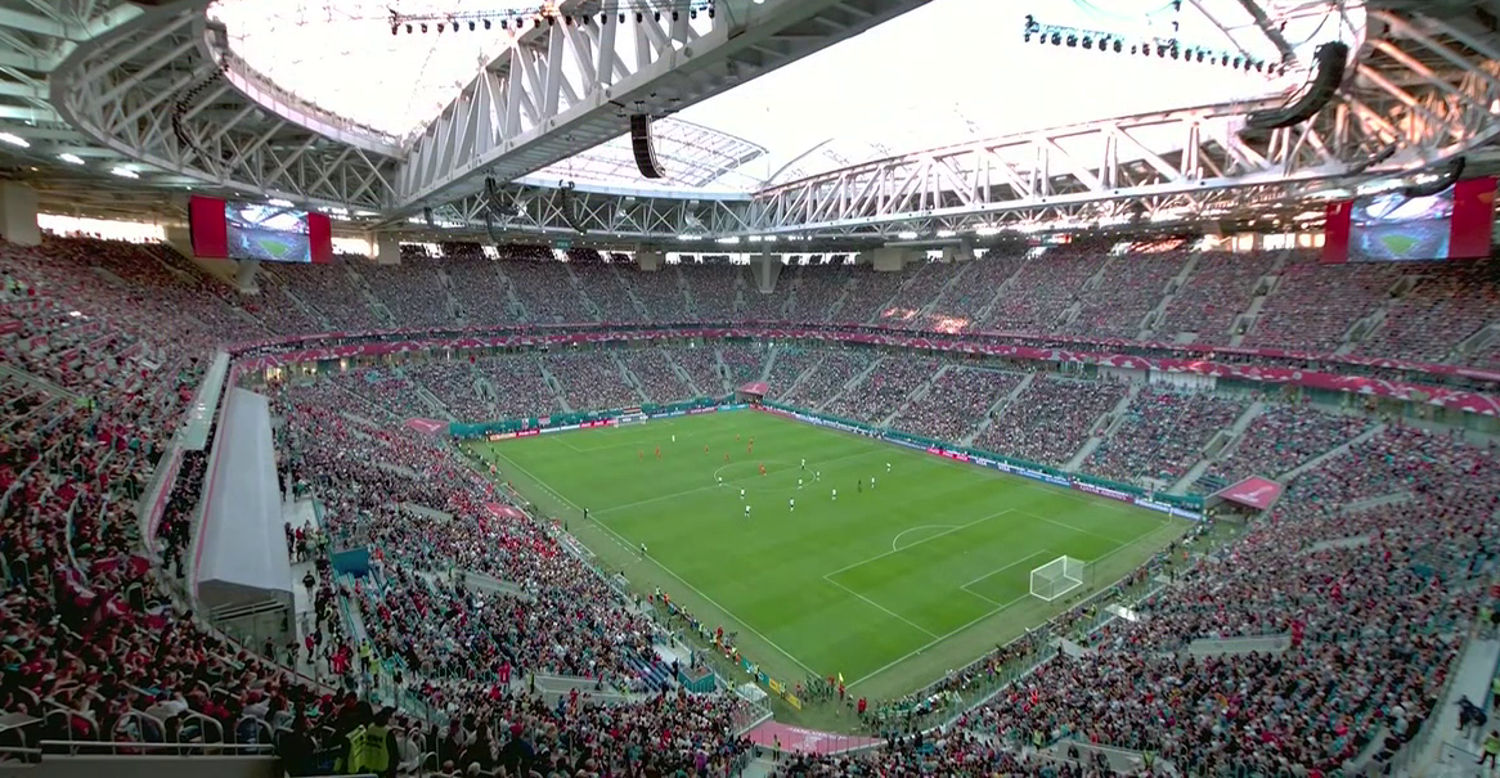
경기장 내부

## 2018년 FIFA 월드컵일정
| 날짜            | 시간 (UTC+3) | 팀 #1      | 결과  | 팀 #2      | 대회     | 관중   |
| --------------- | ------------ | ---------- | ----- | ---------- | -------- | ------ |
| 2018년 6월 15일 | 18:00        | 모로코     | 0 - 1 | 이란       | B조      | 62,548 |
| 2018년 6월 19일 | 21:00        | 러시아     | 3 - 1 | 이집트     | A조      | 64,468 |
| 2018년 6월 22일 | 15:00        | 브라질     | 2 - 0 | 코스타리카 | E조      | 64,468 |
| 2018년 6월 26일 | 21:00        | 나이지리아 | 1 - 2 | 아르헨티나 | D조      | 64,468 |
| 2018년 7월 3일  | 17:00        | 스웨덴     | 1 - 0 | 스위스     | 16강전   | 64,042 |
| 2018년 7월 10일 | 21:00        | 프랑스     | 1 - 0 | 벨기에     | 준결승전 | 64,286 |
| 2018년 7월 14일 | 17:00        | 벨기에     | 2 - 0 | 잉글랜드   | 3·4위전  | 64,406 |

## UEFA 유로 2020일정
| 날짜            | 시간 (UTC+3) | 팀 #1  | 결과                    | 팀 #2      | 대회  | 관중 |
| --------------- | ------------ | ------ | ----------------------- | ---------- | ----- | ---- |
| 2021년 6월 12일 | 22:00        | 벨기에 | 3 - 0                   | 러시아     | B조   |      |
| 2021년 6월 14일 | 19:00        | 폴란드 | 1 - 2                   | 슬로바키아 | E조   |      |
| 2021년 6월 16일 | 16:00        | 핀란드 | 0 - 1                   | 러시아     | B조   |      |
| 2021년 6월 18일 | 16:00        | 스웨덴 | 1 - 0                   | 슬로바키아 | E조   |      |
| 2021년 6월 21일 | 22:00        | 벨기에 | 2 - 0                   | 핀란드     | B조   |      |
| 2021년 6월 23일 | 19:00        | 스웨덴 | 3 - 2                   | 폴란드     | E조   |      |
| 2021년 7월 2일  | 19:00        | 스위스 | 1 (연) 1 (1 승부차기 3) | 스페인     | 8강전 |      |